# Goniothalamus costulatus
Goniothalamus costulatus este o specie de plante din genul Goniothalamus, familia Annonaceae, descrisă de Friedrich Anton Wilhelm Miquel. Conform Catalogue of Life specia Goniothalamus costulatus nu are subspecii cunoscute.